# Thelomma
Thelomma A. Massal. (krupczyk) – rodzaj grzybów z rodziny pałecznikowatych (Caliciaceae). Ze względu na współżycie z glonami zaliczany jest do grupy porostów.

## Systematyka i nazewnictwo
Pozycja w klasyfikacji według Index Fungorum: Caliciaceae, Caliciales, Lecanoromycetidae, Lecanoromycetes, Pezizomycotina, Ascomycota, Fungi.
Synonimy nazwy naukowej: Acoliomyces Cif. & Tomas., Carlosia Samp., Cypheliopsis (Zahlbr.) Vain., Cyphelium sect. Cypheliopsis Zahlbr., in Engler & Prantl, Holocyphis Clem.
Nazwa polska według W. Fałtynowicza.

## Gatunki
- Thelomma californicum (Tuck.) Tibell[4]
- Thelomma carolinianum (Tuck.) Tibell 1976[4]
- Thelomma mammosum (Hepp) A. Massal. 1860[4]
- Thelomma occidentale (Herre) Tibell 1976[4]
- Thelomma ocellatum (Körb.) Tibell 1976 – krupczyk pałecznikowy, oczlik pałecznikowy
- Thelomma santessonii Tibell 1976[4]

Nazwy naukowe na podstawie Index Fungorum. Nazwy polskie według W. Fałtynowicza.